# نزار ميقاتي
نزار ميقاتي: (1920 -17 فبراير 1984): هو فنان مسرحي لبناني شهير، وُلد في طرابلس عام 1920، أتقن اللغتين الإيطالية والفرنسية وهو صغير، وفي عام 1937 سافر ميقاتي إلى إيطاليا لدراسة المسرح. انضم عام 1954 لإذاعة الشرق الأدنى، وأسس مع الفنان شوشو المسرح الوطني اللبناني عام 1965. وهو والد الفنان عمر ميقاتي

## أعماله

### في المسرح
- مريض بالوهم
- الدكتور شوشو
- شوشو والعصافير
- حيط الجيران
- حب تحت الصفر
- شوشو والقطة.

### في الإذاعة
- حي بن يقظان
- بن طفيل
- جبران.

## وفاته
استمر ميقاتي بعمله كمدير للبرامج الإذاعية في الإذاعة اللبنانية، حتى توفي عام 1984.

## روابط خارجية
- نزار ميقاتي على موقع IMDb (الإنجليزية)
- نزار ميقاتي على موقع قاعدة بيانات الأفلام العربية
- نزار ميقاتي على موقع ديسكوغز (الإنجليزية)